# Martinsyde S.1

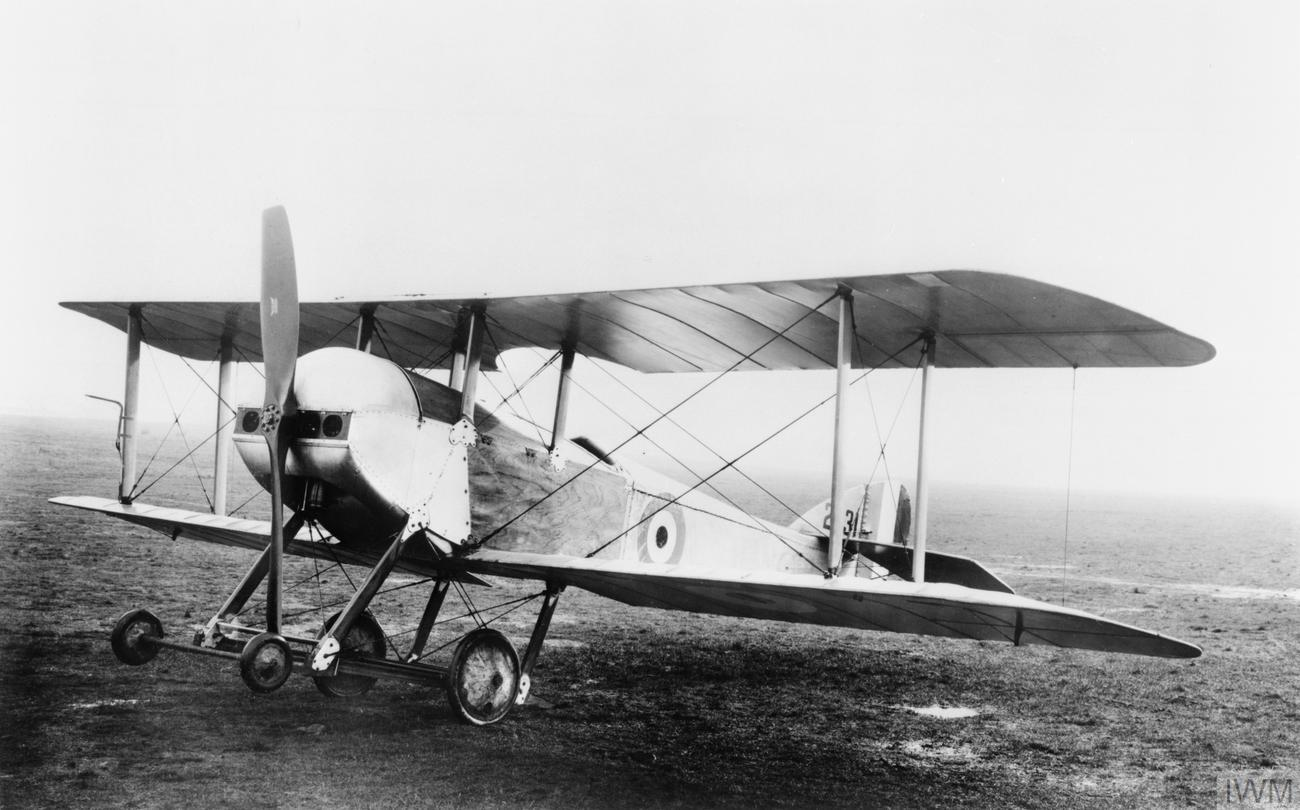
Martinsyde S.1

O Martin-Handasyde Scout 1 foi um avião biplano britânico do início da Primeira Guerra Mundial construído pela Martin-Handasyde Limited.

## Design
Era um biplano monoposto com motor Gnome na configuração de trator.

## Especificações
Dados de War Planes of the First World War: Volume One Fighters:
- Tripulação: 1
- Comprimento: 6.4 m
- Envergadura: 8.43 m
- Altura: 8.43 m[3]
- Área das asas: 26.01 m²
- Propulsão: 1 motor Gnome, 80 hp (60 kW)
- Velocidade máxima: 87 mph (140 km/h, 76 kn)